# سنگ‌نگاره‌های سیپانتوش
سنگ‌نگاره‌های سیپانتوش در بخش جنوب‌غربی رشته‌کوه زرافشان در ولایت قشقه‌دریا در ازبکستان قرار دارد.
این نقاشی‌های صخره‌ای بر روی سنگ‌های مقعر رخنمون‌های گرانیت-دیوریت قرار گرفته‌اند. تصاویر این سنگ‌نگاره‌ها با رنگدانه‌های سیاه، زرد و قرمز قهوه ای رنگ آمیزی شده‌اند و شامل طرح‌های به شکل پا، گاو نر با شاخ‌های خمیده، حیوانات مختلف، نقش‌های کوچک دست، و غیره است.
این محل به عنوان فهرست آزمایشی میراث جهانی یونسکو در دسته‌بندی فرهنگی ثبت شده است.